# Departamento Ledesma
Ledesma es uno de los 16 departamentos en los que se divide la provincia de Jujuy (Argentina).

## Superficie, límites y acceso
Posee 3249 km² de superficie. Limita al norte con la provincia de Salta y los departamentos Tilcara y Valle Grande, al este con el departamento Santa Bárbara, al sur con el departamento San Pedro y al oeste con los departamentos Doctor Manuel Belgrano y Tumbaya.

La principal vía de acceso al departamento es la RN 34.

## Toponimia
El departamento toma su nombre del espacio fortificado que Martín de Ledesma Valderrama construyera en la región hacia el año 1626, conocido como "Fuerte Ledesma".
 Esta unidad militar tenía como objetivo albergar a las tropas que debían enfrentar los avances de los pueblos de la región. Hacia el año 1632, los españoles fueron derrotados y el fuerte destruido, pero perduró "Ledesma" como el nombre de la zona.

## Población
Contó con 94.252 habitantes (Indec,2022), lo que representó un incremento del 15,2% (igual al crecimiento provincial) frente a los 81.790 habitantes (Indec,2010) del censo anterior..Estos datos le valieron tener la tercera mayor población de la provincia.
| Gráfica de evolución demográfica de Departamento Ledesma entre 1991 y 2022 |
|                                                                            |
| Fuente: Censos nacionales del INDEC                                        |

## Salud y educación
El departamento cuenta con 32 centros de salud, la mayoría de ellos dedicados a la atención primaria, distribuidos entre las distintas localidades.
Según datos oficiales, en el año 2011 el departamento contaba con un total de 75 establecimientos educativos, prácticamente en su totalidad de gestión pública, que atienden los requerimientos de niños y jóvenes desde el jardín maternal hasta la etapa posterior al nivel secundario.

## Localidades
Según datos correspondientes al censo del año 2010, la mayor parte de la población se concentra en localidades, varias de ellas muy pequeñas y solo dos de más de 10 000 habitantes.
- Libertad (138 hab.)
- Bermejito (145 hab.)
- Paulina (429 hab.)
- Bananal (689 hab.)
- Chalicán (1.062 hab.)
- Caimancito (5.336 hab.)
- Calilegua (5.997 hab.)
- Yuto (6.301 hab.)
- Fraile Pintado (13.300 hab.)
- Libertador General San Martín (46.642 hab.)

## Sismicidad
La sismicidad del área de Jujuy es frecuente y de intensidad baja, y un silencio sísmico de terremotos medios a graves cada 40 años.
- Sismo de 1863: aunque dicha actividad geológica catastrófica, ocurre desde épocas prehistóricas, el terremoto del 4 de enero de 1863 (162 años),[13] señaló un hito importante dentro de la historia de eventos sísmicos jujeños, con 6.4 Richter.[12]
- Sismo de 1948: el 25 de agosto de 1948 (76 años) con 7.0 Richter, el cual destruyó edificaciones y abrió numerosas grietas en inmensas zonas[13][12]
- Sismo de 2011: el 6 de octubre de 2011 (13 años) con 6.2 Richter, produjo rotura de vidrios y mampostería.[12]